# Johnston (Iowa)
Johnston és una població dels Estats Units a l'estat d'Iowa. Segons el cens del 2000 tenia 8.649 habitants.

## Demografia
Segons el cens del 2000, Johnston tenia 8.649 habitants, 3.216 habitatges, i 2.318 famílies. La densitat de població era de 232,7 habitants/km².
Dels 3.216 habitatges en un 39,5% hi vivien nens de menys de 18 anys, en un 65,1% hi vivien parelles casades, en un 5,1% dones solteres, i en un 27,9% no eren unitats familiars. En el 23,3% dels habitatges hi vivien persones soles el 9,3% de les quals corresponia a persones de 65 anys o més que vivien soles. El nombre mitjà de persones vivint en cada habitatge era de 2,61 i el nombre mitjà de persones que vivien en cada família era de 3,13.
Per edats la població es repartia de la següent manera: un 29,7% tenia menys de 18 anys, un 5,2% entre 18 i 24, un 31,6% entre 25 i 44, un 22,6% de 45 a 60 i un 10,9% 65 anys o més.
L'edat mediana era de 36 anys. Per cada 100 dones de 18 o més anys hi havia 88,8 homes.
La renda mediana per habitatge era de 76.094 $ i la renda mediana per família de 97.322 $. Els homes tenien una renda mediana de 61.585 $ mentre que les dones 36.008 $. La renda per capita de la població era de 36.407 $. Entorn del 2% de les famílies i el 4,1% de la població estaven per davall del llindar de pobresa.

## Poblacions més properes
El següent diagrama mostra les poblacions més properes.